# Tp7
Tp7 – oznaczenie na Polskich Kolejach Państwowych parowozu towarowego CzW/G (właśc. CzWG, ros. ЧВГ) w wersji z silnikiem sprzężonym, budowanego w Niemczech od 1895 roku dla Kolei Warszawsko-Wiedeńskiej. Miał on układ osi D i silnik sprzężony na parę nasyconą.

## Historia
Do końca XIX wieku Kolej Warszawsko-Wiedeńska, pomimo znajdowania się na terytorium Cesarstwa Rosyjskiego, używała lokomotyw kupowanych w Europie Zachodniej. Między innymi, od 1895 używano czteroosiowych parowozów towarowych produkowanych przez Hanomag w Hanowerze, z silnikami na parę nasyconą. Po 1912 roku otrzymały one rosyjskie ujednolicone oznaczenie serii CzWG (ЧВГ), z tego Cz oznaczało parowóz z czterema osiami wiązanymi (ros. czetyriechosnyj), W - model dla kolei Warszawsko-Wiedeńskiej, a G w indeksie dolnym - pochodzenie (Giermania - Niemcy).
Lokomotywy CzW/G produkowano w wersjach z silnikiem bliźniaczym (późniejsze Tp6) lub z silnikiem sprzężonym (późniejsze Tp7), a od 1904 roku ich produkcja w wersji z silnikiem sprzężonym rozpoczęta została w zakładach w Charkowie (CzW/Ch, późniejsze Tp108).
Po I wojnie światowej Polskie Koleje Państwowe przejęły część parowozów serii CzWG z silnikiem sprzężonym, które otrzymały następnie oznaczenie serii według polskiego systemu oznaczeń Tp7 (zaliczone do lokomotyw pochodzenia pruskiego), natomiast lokomotywy z silnikiem bliźniaczym oznaczono Tp6. 
Po II wojnie światowej nie było już na PKP tej serii.